# 埃姆斯代爾塔
埃姆斯代爾塔（荷蘭語：Eemsdelta，荷蘭語發音：[ˈeːmsˌdɛltaː]）是荷蘭格罗宁根省東北部的市镇，於2021年1月1日建立，由阿平厄丹、代爾夫宰爾、洛珀瑟姆合併而成。截至2020年，埃姆斯代爾塔的人口約為4.6萬人。
市鎮的名稱是由居民投票選出，在最終的3個候選名稱中，埃姆斯代爾塔（意為埃姆斯河三角洲）一名獲得了絕大多數選票（67％）。

## 產業
埃姆斯代爾塔所轄代尔夫宰尔是荷蘭第五大海港，Aluminium Delfzijl（屬於 Corus Group）在此設有一座製鋁工廠。2004年，精鍊廠可生產112,400噸液態鋁。鑄造廠可生產157,700噸初期產品。代尔夫宰尔也以化學產業聞名，城鎮邊界有個3平方公里的工業區，是該區最大的就業來源之一。該市也是荷蘭第二大化學品的出口城市（僅次於鹿特丹），也是氯和相關製品的主要出口地。